# جيه ديفيلوبر
جيه ديفيلوبر (بالإنجليزية: JDeveloper)‏ هو بيئة تطوير متكاملة مجانية من شركة أوراكل. وهي تقدم ميزات للتطوير في جافا، إكس إم إل، إس كيو إل و PL / SQL، إتش تي إم إل، جافا سكريبت، BPEL و بي إتش بي.